# Друштвена једнакост
Друштвена једнакост је појам који подразумева да сви појединци имају исти статус у друштву. У најмању руку, друштвена једнакост се односи на једнака права која су законом загарантована, као што су безбедност, право гласа, слобода говора и окупљања и известан степен имовинских права. Међутим, она такође обухвата и економску једнакост, а нарочито једнак приступ образовању, здравственој и социјалној заштити.
Друштвена једнакост подразумева да правна регулатива не прави разлику између припадника разних друштвених група, односно да нема дискриминације мотивисане оним својством које представља неотуђиви део идентитета неке особе. На пример, пол, старост, сексуална оријентација, порекло, каста или класа, висина прихода или имовина, језик, вероисповест, убеђења, ставови, здравље или инвалидитет не смеју довести до неједнаког третмана пред законом и не би требало да неоправдано умањују могућности појединца.
Савршена друштвена једнакост је идеална ситуација која, из разних разлога, данас не постоји ни у једном друштву у свету.

## Једнакост исхода
Једнакост исхода је циљ појединих политичких идеологија које теже смањењу или елиминисању случајних неједнакости по питању материјалног стања појединаца или домаћинстава у неком друштву. То обично подразумева изједначавање прихода и/или укупног богатства до извесног нивоа, на пример, тако што се виши приходи и/или веће укупно богатство додељују сиромашнијим појединцима и домаћинствима на рачун богатијих појединаца и домаћинстава.

## Једнакост шанси
Једнакост шанси је појам који је блиско повезан са концептом једнакости пред законом и идејом меритократије. Једна од дефиниција истиче да је за једнакост шанси неопходно да различите позиције у друштву буду отворене и једнако приступачне свим кандидатима. Да би то било могуће, потребно је обезбедити одговарајуће друштвено окружење у којем људи неће бити искључени из значајних друштвених активности, као што је образовање, запошљавање, здравствена заштита и сл.